# بیتونگ
بیتونگ (اندونزیایی: Bitung) شهری در استان سولاوسی شمالی کشور اندونزی است. جمعیت این شهر بر اساس سرشماری سال ۱۹۹۰ میلادی، ۷۳٫۳۳۹ نفر و بر اساس سرشماری سال ۲۰۰۰ میلادی، ۱۴۵٫۹۱۲ بوده که در سال ۲۰۰۷ میلادی به ۱۴۵٫۹۱۲ نفر افزایش یافته‌است.